# Darko Filipović
Darko Filipović (kyrillisch Дарко Филиповић; * 21. Februar 1981 in Leskovac, Sozialistische Föderative Republik Jugoslawien, heutiges Serbien) ist ein serbischer Turbo-Folk-Sänger.

## Leben und Karriere
Darko Filipović lebte in seinem Geburtsort Leskovac, bis er im Jahre 2003 nach Belgrad zog. Dort sang er in sogenannten „Splavovi“, Nachtclubs, die auf Plattformen auf dem Wasser schwimmen. Bekanntheit erlangte er 2004, als er als Finalist in der Musik-Castingshow Zvezde Granda den vierten Platz belegte.
Filipović brachte in den folgenden Jahren zwei Alben und zwei Singles heraus. Obwohl sein erstes Album Darko Filipović sehr beliebt war und der Song Ona, ona sehr erfolgreich, konnte das zweite Album nicht an diesen Erfolg anknüpfen.
Seit 2009 sind keine musikalischen Aufnahmen mehr von Darko Filipović erschienen.

## Diskografie (Auswahl)

### Alben
- Darko Filipović (Grand Production; 2004)
- Darko Filipović (Grand Production; 2007)

### Singles
- Trebaš Mi (2004)
- Ona, Ona (2004)
- U godini jedan dan (2005 - mit Tanja Savić)
- Oprosti (2007)
- Nemoj Da Me Gledaš Sa Visine (2008)